# Campagna di Persia
La campagna di Persia (o invasione della Persia) fu una serie di battaglie combattute nell'Azerbaigian persiano e nella Persia occidentale tra le forze anglo-russe e quelle dell'Impero ottomano. La campagna incominciò nel dicembre 1914 e finì con l'armistizio di Mudros, il 30 ottobre 1918. Fa parte degli scontri che furono combattuti in Medio Oriente durante la prima guerra mondiale. Le operazioni dei russi terminarono però il 23 febbraio 1917 a causa della rivoluzione scoppiata in patria. Le unità russe vennero rimpiazzate con truppe armene e una forza inglese chiamata "Dunsterforce".

## Antefatti
La Persia, almeno sulla carta, durante la prima guerra mondiale era neutrale. Nei fatti, invece, le forze persiane erano influenzate dalla rivalità tra gli Alleati e gli imperi centrali e presero posizione sulla base di alcune condizioni. Gli interessi dei Paesi occidentali verso la Persia erano sostanzialmente dovuti alle grandi riserve di petrolio presenti nel suo territorio e alla posizione strategica che occupava, tra l'Emirato dell'Afghanistan e i belligeranti Imperi russo, ottomano e inglese. La Persia inoltre era stata precedentemente divisa in due zone di influenza (il nord e il sud del Paese) con l'accordo anglo-russo del 1907. Questo accordo pose fine a circa novant'anni di quello che venne in seguito definito "Grande gioco". Il trattato definiva le rispettive sfere di influenza dei due imperi in Persia, Afghanistan e Tibet e creò un contrappeso all'influenza tedesca.
Alla vigilia della prima guerra mondiale, la Germania aveva creato il "Nachrichtenstelle für den Orient" (Ufficio informazioni per l'oriente), che aveva lo scopo di promuovere e sostenere azioni eversive e nazionaliste nel Raj Britannico e negli stati satelliti di Persia ed Egitto. Questo Ufficio fu coinvolto in missioni di intelligence e sovversive, specialmente in Persia e Afghanistan, al fine di far saltare l'accordo anglo-russo. Le operazioni del Nachrichtenstelle für den Orient in Persia erano guidate da Wilhelm Wassmuss. I tedeschi, dunque, speravano di liberare la Persia dall'influenza anglo-russa e successivamente di inserirsi tra i domini dei due imperi, conducendo, alla fine, un'invasione dell'India britannica con armate organizzate a livello locale.
La strategia militare ottomana, o piuttosto quella tedesca, aveva come obiettivo tagliare ai russi i rifornimenti di idrocarburi provenienti dal mar Caspio. In linea con la Germania, l'Impero ottomano voleva eliminare l'influenza anglo-russa in questa regione, ma per ragioni differenti. Il ministro della Guerra ottomano, Enver Pasha, riteneva che se i russi fossero stati sconfitti nelle città chiave della Persia, sarebbe stata aperta per loro la strada verso l'Azerbaigian, l'Asia Centrale e l'India. Enver immaginava la creazione di una vasta cooperazione tra questi nuovi stati nazionalisti, a patto che sparisse del tutto l'influenza occidentale. Il suo pensiero anti-imperialistico era in aperta opposizione con le mire straniere e ciò si rifletteva nel suo progetto pan-turanistico. Ovviamente il suo piano entrò in conflitto con un grande progetto occidentale, basato sulle lotte tra diverse potenze imperialistiche chiave, chiamato "Imperialismo in Asia". La sua posizione politica era basata sul presupposto che nessuna delle potenze coloniali possedeva le risorse per far fronte ai costi esorbitanti della guerra mondiale e mantenere nel frattempo un controllo diretto nelle colonie asiatiche. Nonostante i movimenti nazionalisti di tutto il mondo coloniale, durante la Grande Guerra e il periodo tra le due guerre mondiali, abbiano sconvolto i sistemi politici nella maggior parte delle colonie d'Asia, la decolonizzazione così come immaginata da Enver non ebbe mai luogo. Enver comunque continuò a sostenere questo suo sogno anche dopo la sconfitta dell'Impero ottomano, fino alla sua morte, avvenuta il 4 agosto 1922.
Nel 1914, poco prima dello scoppio delle ostilità, il governo britannico aveva stipulato un accordo con la Anglo-Iranian Oil Company per rifornire la Royal Navy di carburante. La Anglo-Iranian Oil Company, seguendo il percorso del progetto di Enver, concesse agli inglesi il diritto esclusivo di estrarre il petrolio in tutto il territorio dell'Impero persiano, ad eccezione delle province dell'Azerbaigian, del Ghilan, del Mazendaran, dell'Asdrabad e del Khorasan.

## Le forze
Le forze persiane erano create attorno ai vari distretti, da cui dipendevano. Non erano quindi una forza unitaria, ma frammentata. Ogni distretto forniva alcuni battaglioni ed ogni provincia contava su numerosi battaglioni. Ogni distretto che dipendeva da un gruppo tribale forniva, generalmente, uno o al massimo due battaglioni, solitamente sotto il comando del capo della tribù stessa. Ogni battaglione aveva un organico compreso tra le 600 e le 800 unità, mentre le batterie di cannoni solitamente possedevano tra i quattro e gli otto cannoni. Le truppe irregolari, in ogni distretto, ammontavano all'incirca a 50 000 uomini e i loro ranghi erano composti da uomini a cavallo e fanteria leggera, tutti (sia i cavalieri sia i fanti) scarsamente armati. Importante era il fatto che era comune che il comandante del battaglione cambiasse schieramento. Alcune di queste tribù erano quelle dei Qashqai, dei Tangistano, dei Laristani e dei Khamseh. Il governo persiano, inoltre, poteva contare sul corpo della "Gendarmeria del Governo Centrale persiano", comandato da ufficiali svedesi e consistente in circa 6 000 soldati, di cui 2 000 a cavallo. Essi erano inquadrati in sei reggimenti di nove battaglioni ciascuno ed erano equipaggiato con fucili Mauser Model 98, dodici mitragliatrici e quattro cannoni da montagna. Le forze persiane erano però disperse a Tehran, Kazrin e Hamadan, con l'obiettivo di mantenere il controllo delle strade principali, che si snodavano all'incirca per 1'500 km.
Nel 1914, Enver ordinò al tenente colonnello Kazim Bey (l'11 dicembre), comandante della 1ª Forza di Spedizione, e al tenente colonnello Halil Bey (il 25 dicembre), comandante della 5ª Forza di spedizione, di "muoversi con le loro divisioni verso la Persia e procedere oltre Tabriz verso il Dagestan, dove daranno vita ad una ribellione generale e respingeranno i russi dalle rive del mar Caspio".
Le operazioni dei tedeschi erano gestite da Wilhelm Wassmuss e dal conte Georg von Kaunitz. In particolare, Wassmuss, conosciuto anche come "il Lawrence d'Arabia tedesco", era un ufficiale tedesco distaccato in Persia che amava il deserto e vestiva con gli abiti delle tribù del luogo. Egli riuscì a persuadere i suoi superiori, che si trovavano a Costantinopoli, che era in grado di guidare le tribù della Persia in una rivolta anti-britannica.
Nel 1914, il British Indian Army aveva un gran numero di unità posizionate nella zona di influenza meridionale. Dopo l'esperienza indiana, gli inglesi avevano acquisito un grosso bagaglio su come trattare con le forze tribali. Nel 1917, fu creata una forza britannica, comandata dal maggior generale Lionel Dunsterville, che era costituita all'incirca da 1 000 uomini. Egli arrivò a Baghdad per prenderne il controllo il 18 gennaio 1918. Questa unità inoltre era supportata da una batteria di artiglieria da campo, da una sezione di mitragliatrici, da tre autoblindi e da due aeroplani. Al generale Dunsterville fu ordinato di procedere dalla Mesopotamia, attraversare la Persia fino a raggiungere la città portuale di Bandar-e-Anzali, dovendo poi imbarcarsi alla volta di Baku e le città successive. Nel 1916 gli inglesi, infine, avevano costituito i South Persian Rifles, un'unità creata allo scopo di proteggere i loro interessi in Persia.
L'Impero russo aveva, da lungo tempo, stabilito delle truppe permanenti in questa regione: vi si trovavano, infatti, la Brigata cosacca persiana e un piccolo contingente dell'Armata del Caucaso, sotto il comando del generale Tovmas Nazarbekian. La Brigata cosacca consisteva in otto squadroni, in un piccolo battaglione di fanteria ed in una batteria a cavallo di sei cannoni Krupp, non superando, in totale, le 2 000 unità. Oltre a questa forza, nel 1912 i russi ottennero dal governo persiano un formale consenso a formare un'unità simile a Tabriz, guidata sempre da ufficiali russi. Il governo persiano acconsentì a tale richiesta a patto che i russi ritirassero le loro truppe nell'Azerbaigian persiano, cosa che, all'inizio della prima guerra mondiale, non fu fatta. I russi, infine, posizionarono in questa zona un distaccamento di volontari armeni, guidati dal generale Andranik Toros Ozanian.

Le forze presenti nel conflitto
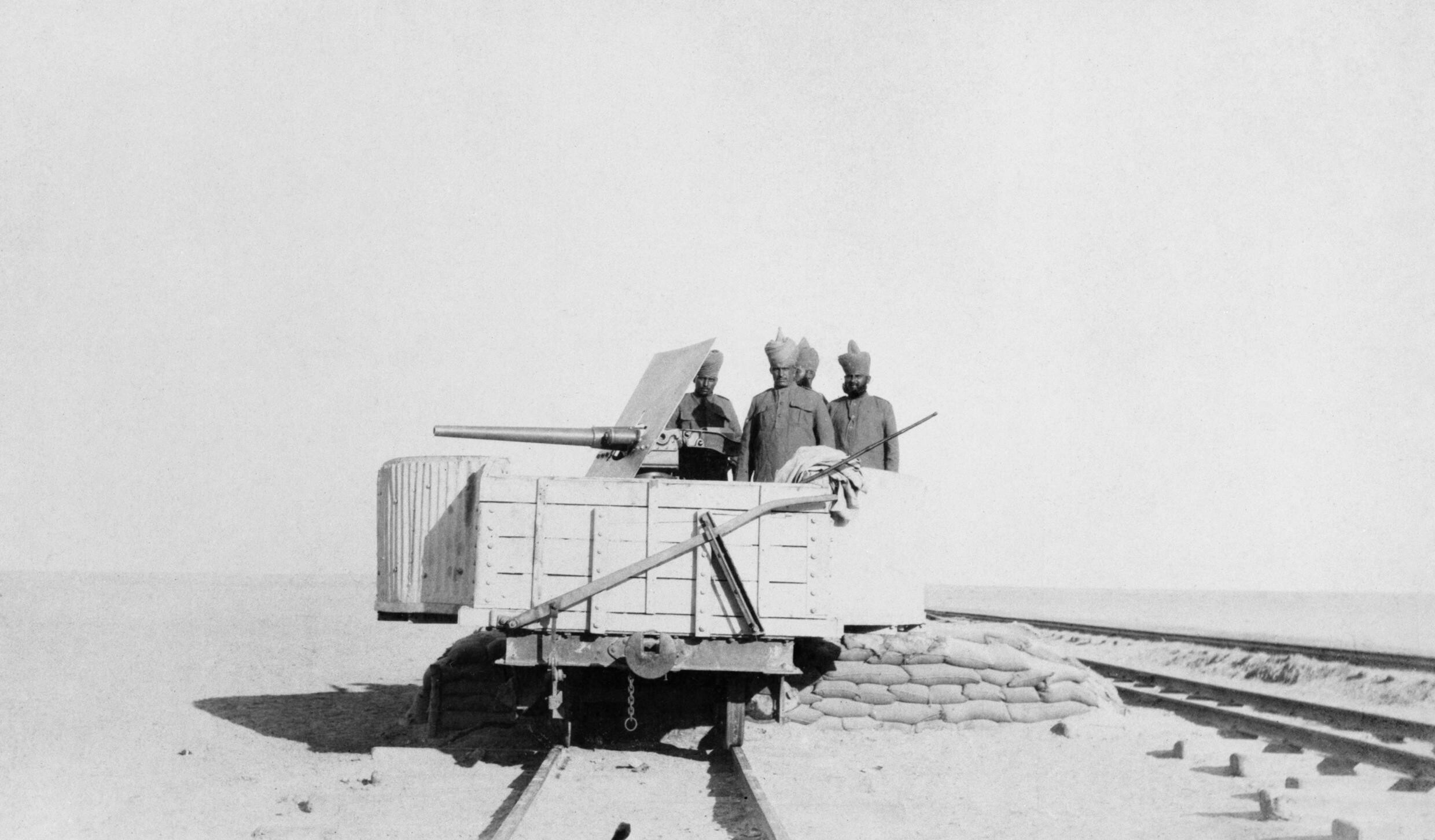
British Indian Army
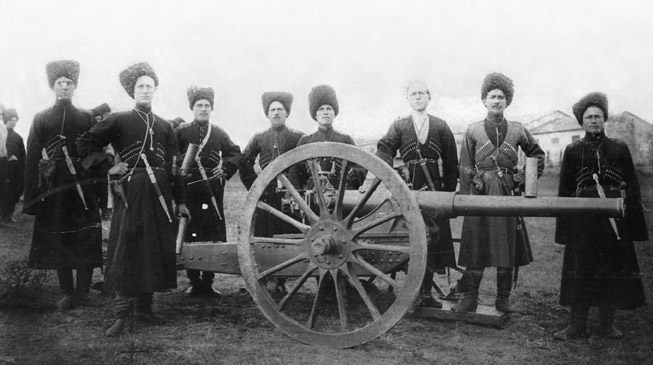
Nikolai Baratov al comando dei Cosacchi di Terek dell'Armata del Caucaso
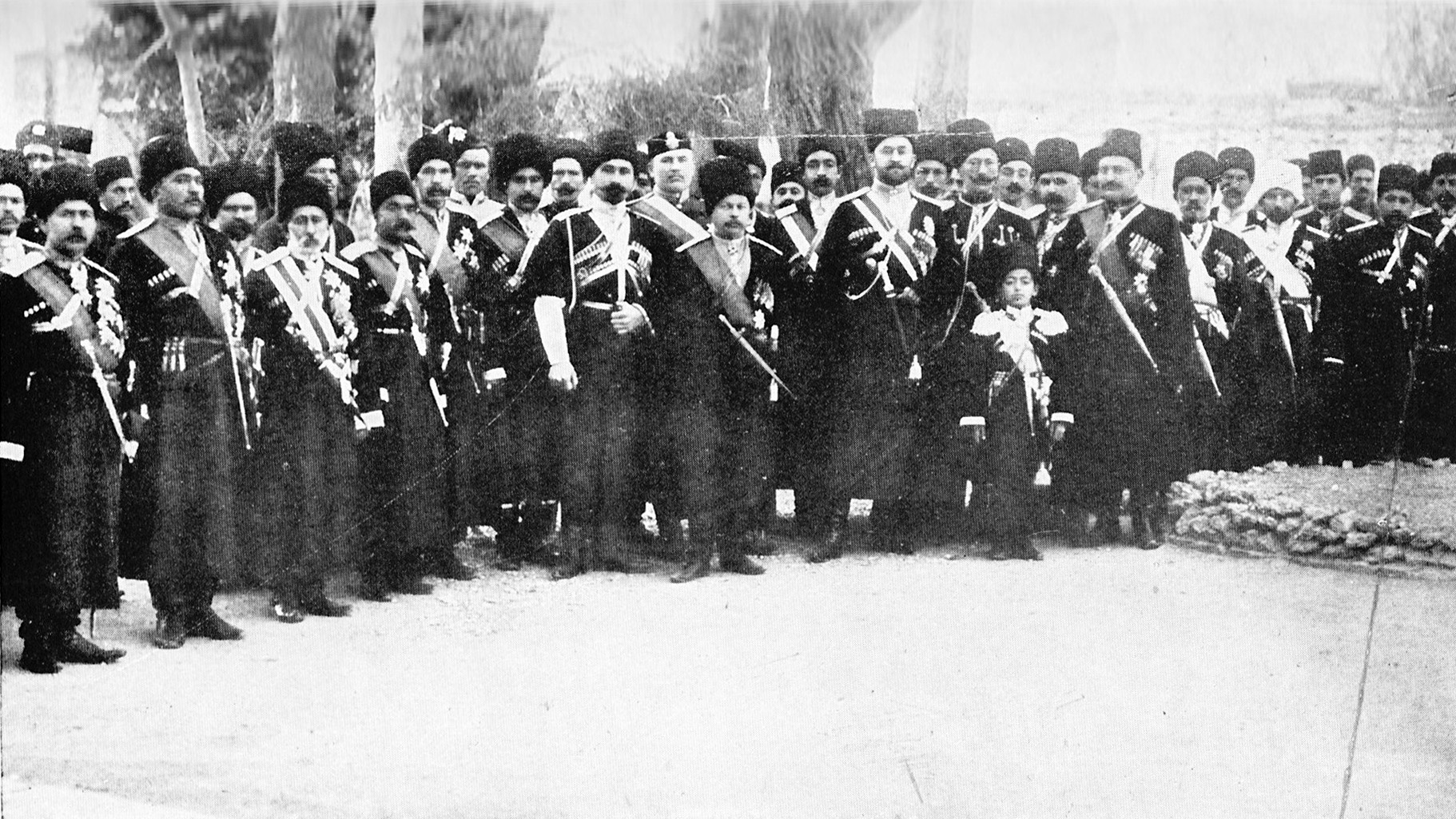
Brigata cosacca persiana
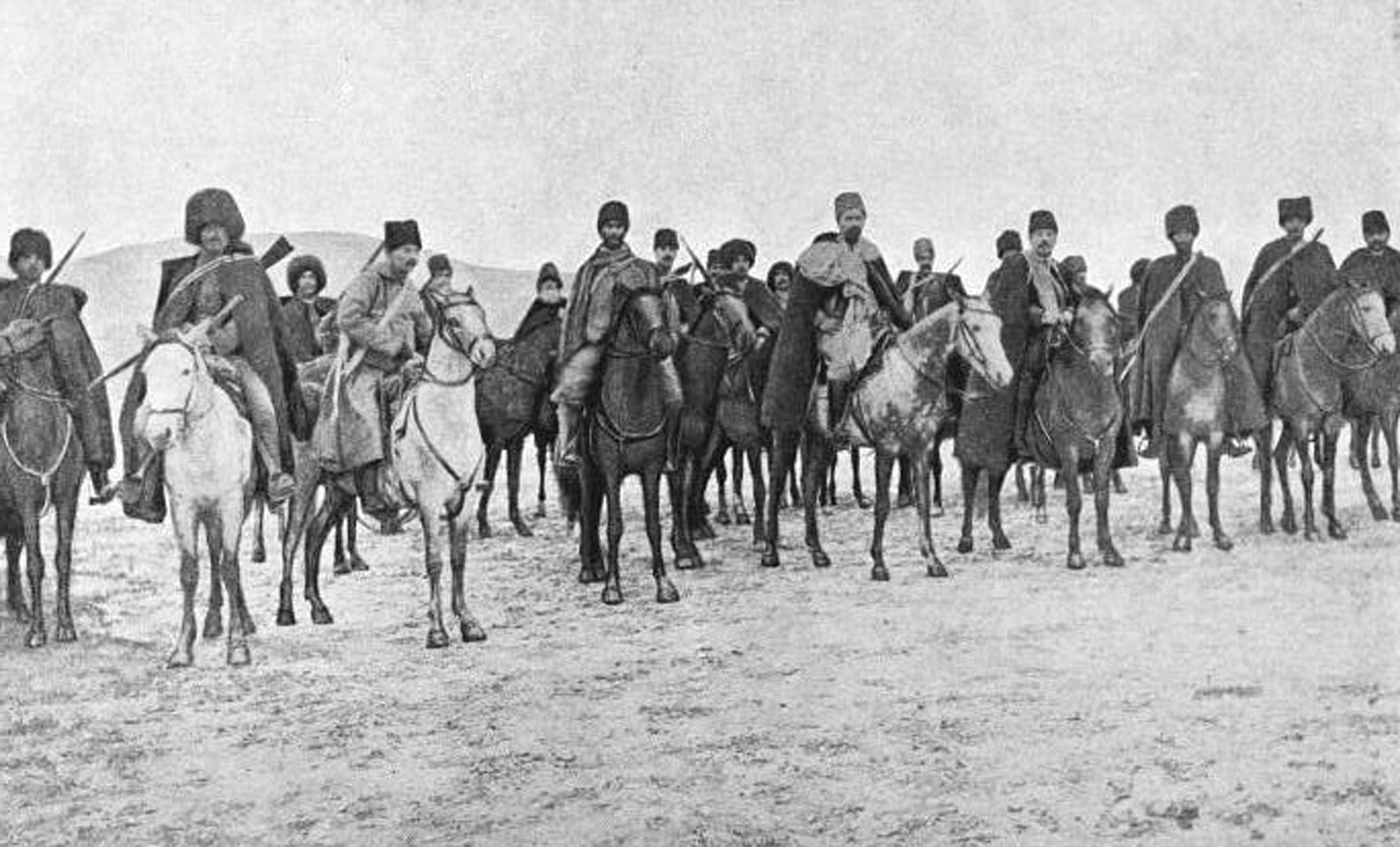
1914, stato maggiore dei Volontari armeni
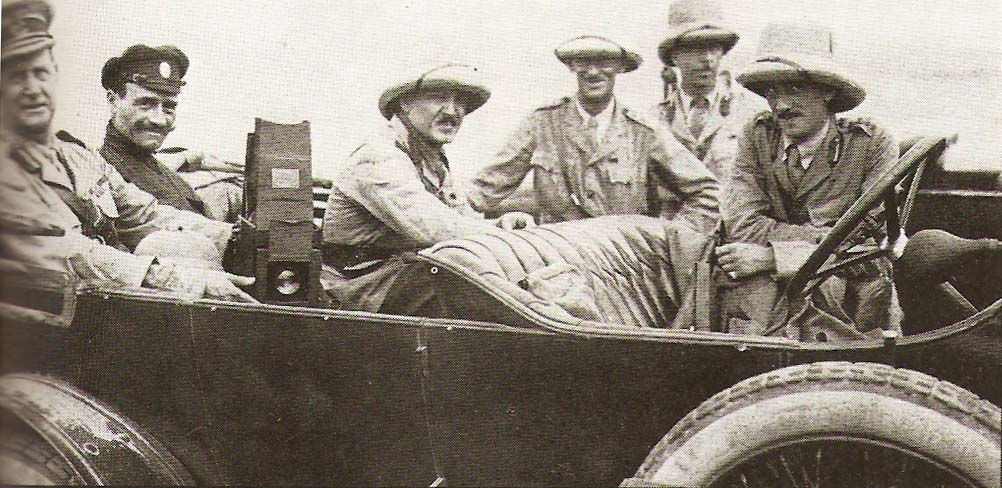
Il generale Lionel Dunsterville con lo stato maggiore della Dunsterforce

## La zona del conflitto
I combattimenti avvennero nel nord dell'Azerbaigian persiano, nell'Azerbaigian Orientale, nell'Azerbaigian Occidentale e nelle città dell'Ardabil, comprese Tabriz, Urmia, Ardabil, Maragheh, Marand, Mahabad e Khoy.
Le schermaglie si distribuirono attorno ai grandi passi, data la geografia prevalente montagnosa del territorio. Le montagne persiane avevano contribuito alla formazione della storia politica ed economica del Paese. Le montagne racchiudevano un gran numero di vasti bacini o di altopiani, sui quali erano situati i principali insediamenti. Le principali città erano Tehran (280 000 abitanti), Tabriz (200 000), Isfahan (80 000), Mashhad e Kerman (60 000), Yazd (45 000). Durante questo periodo in Persia vi erano molte tribù nomadi e l'economia locale era basata sulla pastorizia. Le tribù nomadi in Persia comprendevano all'incirca 260 000 Arabi, 720 000 turchi Azeri, 675 000 Curdi, 20 700 Baluchi e Gitani e 234 000 Lori. Il numero di Europei non superava le 1 200 unità. Per quanto riguarda il credo religioso, vi erano 8 milioni di musulmani, 10 000 animisti, 40 000 ebrei, 50 000 cattolici armeni e 30 000 nestoriani.

## Operazioni

### Preludio
Il governo centrale persiano, prima dello scoppio della guerra, incontrò notevoli difficoltà nel mantenere l'ordine nel Paese. In un solo anno vi furono numerose rivolte. I Qashqai, la tribù più potente nel sud dello stato, sconfissero il governatore generale della regione del Fars e fecero razzie in tutta la regione così come le tribù dei Boyer Ahmad-i; i Khamseh, invece, razziarono lungo le piste carovaniere della provincia di Kerman; inoltre, altre tribù continuavano a compiere frequenti raid nelle provincia del Fars, di Yazd o di Kerman. La gendarmeria del governo aveva gradualmente, anche se non del tutto, addestrato le proprie truppe ed ingaggiò alcuni scontri con qualche tribù. Le autorità, infine, diedero ordine di creare alcune postazioni fisse lungo le rotte carovaniere, che allo scoppio della guerra tenevano ancora in mano.
La Russia manteneva delle forze nel nord della Persia. I russi, stabilitisi con il pretesto di garantire la sicurezza dei cristiani in Persia, occuparono un certo numero di città nel nord del Paese: Tabriz fu occupata nel 1909, Urmia e Khoi nel 1910. Queste misure non solo permisero ai russi di controllare la Persia, ma anche di rendere sicura la strada che, passando per Khoi, collegava il loro capolinea ferroviario di Djoulfa (odierna Jolfa) al vilayet di Van, nell'Impero ottomano.
Il 1º agosto 1914 scoppiò la prima guerra mondiale. Inizialmente l'Impero ottomano non attuò importanti azioni, ma la sicurezza dell'intera regione incominciò presto a declinare, prima ancora dello scoppio del conflitto. Azioni di disturbo incominciarono a verificarsi lungo il confine. Fu condotto un importante attacco a Urmia, apparentemente portato a termine da membri delle tribù curde. Più o meno nello stesso tempo i russi chiusero i consolati turchi nelle città di Urmia, Tabriz e Khoi, espulsero i Curdi e i musulmani sunniti dai villaggi nei dintorni di Urmia, diedero armi ad alcune centinaia di cristiani e distribuirono circa 24 000 fucili tra le tribù curde di Persia e della provincia di Van loro alleate. Il conflitto russo-ottomano ebbe inizio il 2 novembre 1914 con l'offensiva Bergmann.

### 1914
Nel dicembre del 1914, il generale Aleksandr Zachar'evič Myšlaevskij ordinò di ritirarsi dalla Persia per raggiungere i propri commilitoni che stavano combattendo a Sarıkamış. Solamente una brigata di soldati russi, sotto il comando del generale armeno Tovmas Nazarbekian, e un battaglione di volontari armeni erano presenti nella zona, sparpagliati tra Salmast e Urmia. I contatti erano limitati a brevi schermaglie vicino al confine nel nord della Persia. La presenza della cavalleria russa manteneva gli avversari poco inclini allo scontro. Enver creò e inviò nell'area una divisione formata da coscritti provenienti da Istanbul. A capo di questa unità fu posto il generale Khalil Bey. Mentre il grosso dei soldati al comando di Bey si stava ancora preparando per le operazioni, un piccolo gruppo di uomini aveva già oltrepassato la frontiera con la Persia. Dopo aver respinto un'offensiva russa diretta contro la provincia di Van, la Divisione della Gendarmeria di Van, comandata dal maggiore Ferid, pur essendo una formazione paramilitare scarsamente equipaggiata, aveva inseguito il nemico fino in Persia.
Il 14 dicembre 1914, la divisione occupò la città di Kotur. Successivamente si diresse verso Hoy. Era stato poi pianificato di mantenere questo passaggio aperto per le unità di Kazim Bey (5ª Forza di Spedizione) e Khalil Bey (1ª Forza di Spedizione), che sarebbero transitate alla volta di Tabriz partendo dalla testa di ponte che era stata stabilita a Kotur. La battaglia di Sarıkamış, tuttavia, indebolì così tanto le forze ottomane che queste forze dovettero essere schierate altrove, dove vi era maggiore necessità. Il 10 gennaio la 5ª Forza di Spedizione, che era sulla via per la Persia, fu dirottata verso nord e la Terza armata ottomana. Poco dopo, anche la 1ª Forza di spedizione fu ridiretta verso nord.

### 1915
Nel 1915 Wilhelm Wassmuss riunì i capi locali e li sobillò a rivoltarsi. Dopo essere stato arrestato da uno di loro, riuscì a scappare dalla custodia britannica, sotto di cui era stato nel frattempo trasferito. Egli sperava di riuscire a incitare una rivolta anche attraverso quei membri del governo persiano che mostravano simpatie filo-tedesche, congiuntamente anche all'invasione ottomana diretta verso le regioni di Kermanshah e di Hamadan.
Il 4 gennaio 1915, un distaccamento di volontari guidati da Omer Naci Bey, che era stato inviato da Mehmed Talat Pascià in Persia in missione speciale, catturò la città di Urmia. Una settimana dopo, il "Gruppo Mosul", comandato da Omer Fevzi Bey, entrò a Tabriz, non incontrando peraltro molta resistenza. L'Alto Comando russo sembrava essere stato completamente preso di sorpresa. Tra il 26 e il 28 gennaio, nell'area attorno Sufian, il generale Chernozubov ebbe delle brevi schermaglie con il nemico. L'Impero russo inviò una forza piuttosto consistente con lo scopo di riconquistare la città: il 30 gennaio Chernozubov entrava a Tabriz.
Il 3 febbraio, il generale Nazarbekov lanciò una controffensiva, a cui la Divisione della Gendarmeria del Van rispose mantenendo la posizione.
Ai primi di marzo, Nazarbekov attaccò con una forza ancora più forte, con un totale di sette battaglioni. Il 7 marzo, la Gendarmeria evacuò la città di Dilman ed incominciò a ritirarsi, raggiungendo Kotur tre giorni dopo e trincerandosi in quella zona.

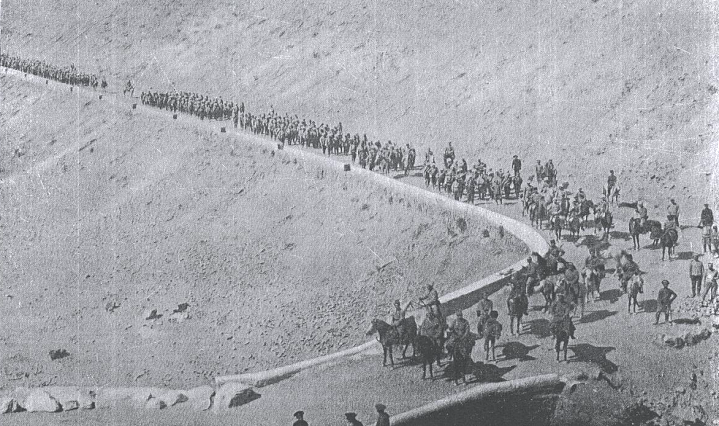
Il primo battaglione di volontari armeni, comandati dal generale Andranik Toros Ozanian.

Nell'aprile del 1915, la 1ª Forza di Spedizione, guidata da Halil Bey, si diresse verso il nord della Persia. L'obbiettivo era la città di Dilman e l'espulsione dalla regione delle forze di Nazarbekov, cose che avrebbero prodotto dei significativi vantaggi tattici nell'ambito della campagna del Caucaso. Dilman fu luogo di una durissima battaglia tra gli armeni e i turchi.
Il primo battaglione di volontari armeni, sotto il comando di Andranik, respinse gli attacchi di Halil Bey fino all'arrivo delle truppe di Chernozubov, che, dopo essere giunte dal Caucaso, riuscirono a mettere in rotta le forze di Halil Bey. Nella notte del 14 aprile, un raid mal eseguito costò ad Halil Bey circa 2 000 perdite, le quali, se sommate a quelle dei due giorni precedenti, sfioravano le 3'600 unità. Il generale Nazarbekov riuscì a spingere, dopo la battaglia di Dilman (combattuta il 15 aprile), le truppe di Halil Pasha verso Başkale, ponendo fine agli scontri. Halil Bey ricevette da Enver Pasha il seguente cablogramma, in cui gli veniva ordinato di lasciare quel teatro di guerra:
L'8 maggio 1915, un messaggero armeno (l'unico superstite dei dodici partiti), appartenente alla Resistenza di Van, riuscì ad attraversare la Persia. Un'unità di volontari armeni insieme ad Andranik (con 1'200 uomini al seguito) e il comandante della divisione di Chernoroyal si spinsero verso Bashkaleh, che catturarono il 7 maggio. Questo gruppo raggiunse poi la città di Van il 18 maggio. Al loro arrivo, essi si stupirono di trovare la città già nelle mani degli Armeni, perché ritenevano che quel centro fosse ancora sotto assedio. Quando la notizia della caduta di Van arrivò alle orecchie del generale Judenič, comandante dell'Armata del Caucaso, egli decise immediatamente di inviare una brigata di Cosacchi del Transbaikal comandati dal generale Trukhin. Con la provincia di Van messa in sicurezza, i combattimenti si spostarono a ovest per il resto dell'estate.
Durante il luglio del 1915, le forze russe furono costrette ad una ritirata generale in tutta l'area del Caucaso, con una colonna di russi che si ritirò fino alla frontiera persiana. Questa ritirata era la conseguenza diretta degli avvenimenti accaduti il mese precedente. Judenič aveva pianificato un attacco ai margini dell'Impero ottomano, nella provincia di Muş e nella città di Malazgirt. Aveva inoltre pianificato di colpire il fianco dello schieramento nemico portando un attacco proveniente da Doğubeyazıt e l'Azerbaigian persiano. I russi avanzarono, però, pochissimo. Il comando dell'11ª divisione di Khalil Bey ordinò alle truppe regolari di attaccare il centro dello schieramento russo. In pochi giorni, in seguito alle battaglie di Malazgirt e di Kara Killisse, l'esercito russo fu costretto a ritirarsi.
Nell'agosto del 1915, in seguito all'occupazione di Bushehr ad opera degli inglesi, i gendarmi sotto il controllo di Akhgar si ritirarono a Borazjan.
Nel novembre 1915, il maggiore Pesyan, comandante della Gendarmeria nell'Hamedan, lanciò un attacco contro la filo-russa Brigata cosacca persiana in uno scontro che prese poi il nome di battaglia di Musalla. I suoi gendarmi riuscirono a disarmare i nemici ed egli, con un discorso dai toni patrioti, riuscì a convincerne alcuni a passare dalla loro parte. Dopo questa vittoria, i russi avanzarono contro le forze della Gendarmeria: sia nella regione di Robatkarim, dove le forze erano comandate da Mohammad Hossein Jahanbani, sia lungo la strada che collegava le regioni di Hamadan e di Kermanshah, dove le forze della Gendarmeria erano comandate dal maggiore Pesyan e da Azizollah Zarghami, la Gendarmeria non poté nulla contro i russi, che erano superiori sia per numero sia per qualità degli armamenti. I gendarmi, dopo essere stati sconfitti, si ritirarono nel Kermanshah. Il 10 novembre le forze della Gendarmeria, guidate da Ali Quli Khan Pasyan, sconfissero le forze tribali dei Khamseh (alleate degli inglesi), che erano comandate da Ibrahim Khan Qavam-ul-Mulk, e conquistarono Shiraz. Tutti i residenti inglesi di Shiraz furono arrestati e anche le città di Yazd e Kerman caddero nelle mani dei gendarmi.
Verso la metà del novembre 1915 il generale Judenič distaccò due colonne russe (provenienti dal teatro del Caucaso) nell'Azerbaigian persiano. Una era guidata dal generale Nikolai Baratov ed aveva il compito di spingersi verso sud-ovest e verso Baghdad, passando attraverso l'Hamadan e il Kermanshah. La seconda colonna aveva invece l'obiettivo di avanzare attraverso il Kum e il Kashan per arrivare a Esfahan. Un distaccamento dell'Armata del Caucaso inoltre iniziò a marciare verso Tehran. Il 14 novembre, i ministri persiani, schierati ovviamente a favore degli Imperi centrali, lasciarono la capitale, eccezion fatta per Ahmad Qajar, il quale si rifiutò di abbandonare la popolazione civile, ed il Principe di Reuss, che si impegnò a tenere alcuni punti strategici con una forza che contava 6 000 uomini della Gendarmeria del Governo Centrale persiano, circa 3 000 combattenti irregolari turchi e circa 15 000 uomini provenienti dalle tribù persiane che avevano defezionato dall'alleanza con i russi. Entro la fine del mese, però, Teheran cadde nelle mani dell'Armata del Caucaso e dei volontari armeni.
Nel dicembre del 1915, lo Shah fu indotto alla creazione di un nuovo gabinetto simpatizzante per l'Intesa con a capo il principe Firman Firma. Il 15 dicembre, l'Hamadan fu conquistato dalle truppe del generale Baratov. Ciò avvenne con relativa facilità da parte dei russi, a causa della scarsa resistenza presente in tutta la regione. L'ultimo giorno del 1915, il 31 dicembre, Sir Percy Sykes, temporaneamente con il grado di brigadier generale, fu incaricato di creare un'unità, poi nota con il nome di "Fucilieri della Persia del Sud" (South Persia Rifles in inglese), attraverso il reclutamento di uomini provenienti dalle tribù locali che avrebbero, dietro compenso, combattuto per la Gran Bretagna. La missione di questa unità era di combattere la grande influenza tedesca che andava accrescendosi nel sud della Persia.

### 1916
Nel gennaio del 1916, Baratov respinse i turchi e le tribù persiane nemiche. Il 26 febbraio le forze di Baratov catturarono Kermanshah, il 12 marzo Kharind. Baratov raggiunse, verso la metà di maggio, la frontiera ottomana, 150 miglia (circa 241 km) da Baghdad, che si trovava in Mesopotamia. Invece di un'aggregazione completa alle truppe inglesi presenti in Mesopotamia fu distaccata una compagnia di Cosacchi di cinque ufficiali e 110 uomini, l'8 maggio. Questa compagnia si diresse verso sud, coprendo una distanza di quasi 300 km e attraversando molti passi montuosi, alcuni dei quali a circa 2'400 metri di altitudine, e raggiunse le linee britanniche sul Tigri il 19 maggio.
Il 26 febbraio 1916, i russi avanzarono e sconfissero i gendarmi, che si ritirarono nella provincia di Qasr-e-Shirin e ne mantennero il controllo fino al maggio 1916, quando anche questa provincia cadde nelle mani dei russi. A questo punto molti gendarmi scelsero di andare in esilio a Istanbul, Mosul e Baghdad. Nella primavera del 1916 Ibrahim Khan Qavam-ul-Mulk e le tribù dei Khamseh sotto il suo comando sconfissero i gendarmi guidati da Ali Quli Khan Pesyan e Ghulam Riza Khan Pesyan, che furono uccisi. Tra gli altri gendarmi, il Console tedesco Roever e il capitano svedese Angman furono arrestati e torturati.
Il 7 maggio Baratov decise di dirigersi verso Khanaqin, ma le sue forze dovettero ritirarsi in seguito ad una forte resistenza delle unità guidate da Şevket Bey. Questa mossa diede tempo prezioso ai turchi per rafforzare le proprie difese. Nel nord della Persia arrivò, come rinforzo, la 6ª divisione ottomana: questa mossa era stata voluta da Enver Pasha, che riteneva che fosse tempo di prendersi una rivincita.
Alla fine di maggio, fu ordinato al XIII Corpo d'armata ottomano, comandato dal colonnello Alì İhsan Bey, di iniziare la propria avanzata contro le forze di Baratov. Nel frattempo, sul lato russo, Baratov stava sperando di catturare al più presto Khanaqin e di dirigersi verso Baghdad, che sarebbe stata facilmente catturabile in quanto inglesi e turchi erano occupati a combattersi vicendevolmente. Il 3 giugno ordinò ancora di attaccare Khanaqin, ma questa volta l'equilibrio delle forze era diverso. Il XIII corpo respinse con successo le forze di Baratov e iniziò immediatamente una controffensiva. Ali İhsan Bey catturò Khermanshah il 2 luglio e riprese Hamadan il 10 agosto. Avendo perso la metà dei suoi uomini, Baratov fu costretto a ritirarsi verso nord. Baratov si fermò solamente alla vista del Bulak del Sultano. Nell'agosto del 1916, i gendarmi fecero ritorno a Kermanshah.
Il 12 giugno i soldati inglesi avanzarono nel sud della Persia, che fu conquistata con la presa di Kerman da parte delle truppe di Percy Sykes. A questo punto, egli supportò le operazioni dei russi contro l'Impero ottomano fino al giugno 1917, quando dovette ritirarsi con il nuovo governo persiano.
Nel 1916, il generale Chernozubov inviò una spedizione militare nella provincia di Hakkâri. I comandanti di questa spedizione erano David, fratello del Patriarca, Ismail, Malik dei Tyari del nord, e Andreus, Malik dei Jilu.
Nel dicembre 1916, Baratov incominciò a dirigersi verso le città di Qom e di Hamadan, per eliminare le forze persiane e turche presenti. Nel medesimo mese le città furono conquistate.

### 1917
Nel 1917, Mar Shimun XIX Benyamin, Patriarca della Chiesa assira d'Oriente, fu invitato all'ambasciata russa a Urmia da Vasily Nikitin per dei negoziati. Nikitin assicurò agli Assiri che dopo la fine della guerra avrebbero avuto una terra loro in Russia. Durante l'incontro, il Patriarca fu accompagnato da Agha Petros, comandante delle truppe degli Assiri. La presenza di soldati assiri a Urmia irritò non poco i Persiani. Essi temevano che i russi avrebbero potuto fare ritorno e, congiuntamente con gli Assiri, proclamare la loro sovranità sulla città.
Il caos causato dalla Rivoluzione russa mise fine a tutte le operazioni militari russe. Nel gennaio 1917, il granduca Dmitrij Pavlovič Romanov fu inviato ad affiancare Baratov. Baratov aveva inoltre stabilito il quartier generale del Corpo di Cavalleria a Qazvin, nel nord della Persia. Durante i mesi seguenti, le forze di Baratov incominciarono a risentire delle diserzioni. Nel novembre del 1917 Baratov aveva nelle sue mani un solo reggimento effettivo.
Nell'aprile 1917, Baratov si incontrò con un certo colonnello Rowlandson, che era l'ufficiale di collegamento tra il Corpo Caucasico di Cavalleria e la Dunsterforce britannica. Il nuovo governo russo rimosse dal comando il granduca e riassegnò il generale Nikolaj Nikolaevič Judenič ad una posizione di minor importanza in Asia centrale. Egli dunque si congedò dall'esercito. L'esercito russo lentamente si disintegrò fino a quando non rimase più una forza militare effettivamente attiva.
Il 16 dicembre, l'Armistizio di Erzincan divenne ufficialmente valido, sancendo la fine delle ostilità tra l'Impero ottomano e il Comitato Speciale per la Transcaucasia. Gli Ottomani e i tedeschi iniziarono però a disputarsi il possesso delle province limitrofe al confine tra Russia e Impero ottomano. Enver Pasha credeva che la Germania avesse avuto tenuto in poca considerazione gli interessi turchi quando erano stati stabiliti i termini del negoziato con la Russia, così decise di usare la stessa considerazione nei confronti dei loro interessi, inviando truppe in quelle regioni. La Nona Armata ottomana, di recente formazione e costituita dal I Corpo caucasico e dal IV Corpo, fu inviato in Persia, sotto il comando di Yakup Sevki Paşa. Il compito di questa armata, a detta di Enver era di "fermare l'avanzata inglese in Persia, impedire loro di aiutare i Bolscevichi, coprire l'area compresa tra il Lago di Urmia e il Mar Caspio e, se necessario, di unirsi alla Sesta Armata nell'operazione per la cattura di Baghdad".
Con l'esercito russo che stava disintegrandosi, la provincia di Van fu completamente tagliata fuori dal controllo degli Alleati. A questo punto, l'esercito inglese non si spinse molto lontano da Baghdad durante la Campagna di Mesopotamia. Gli Armeni presenti nella provincia di Van, comunque, tentarono di resistere e di proteggere i loro beni.

### 1918
Durante il 1918, gli inglesi invitarono gli Armeni a tenere duro e raccolsero ufficiali, sottufficiali e soldati in un'unità che prese il nome di "Dunsterforce", dal nome del generale Lionel Dunsterville, comandante dell'unità. L'obbiettivo della Dunsterforce era quello di raggiungere il Caucaso passando per la Persia. Era stato pianificato di organizzare un'armata da reclutare tra gli Armeni e tra gli altri elementi simpatizzanti per l'Intesa che ancora esistevano nel Caucaso.
Nel febbraio 1918, il Corpo caucasico di cavalleria consisteva solamente nei generali Baratov e Lastochkin, nei colonnelli Bicherakov e Meden e nei circa 1 000 cosacchi rimasti fedeli. Baratov ed i suoi uomini diedero supporto ed assistenza agli inglesi fino alla fine della prima guerra mondiale, anche se il nuovo governo russo aveva firmato un accordo di pace con gli Ottomani.
Il 3 marzo 1918, il gran vizir Talat Pasha firmò il trattato di Brest-Litovsk con la Repubblica Socialista Federativa Sovietica Russa. Il trattato stabilì che i confini tra Russia ed Impero ottomano dovevano essere ristabiliti ai livelli prebellici e che le città di Batum, Kars e Ardahan dovevano essere restituite all'Impero ottomano.
Nell'aprile del 1918, gli Armeni della provincia di Van furono evacuati dalla zona e si stabilirono più a est, nell'Azerbaigian persiano. Nei primi del 1918, la Terza armata ottomana iniziò la sua offensiva. Gli Armeni, aiutati dagli Assiri a difendersi, fecero una sosta nelle vicinanze di Dilman, ma continuarono a ritirarsi verso sud, nelle zone attorno al Lago di Urmia. La Terza Armata non inseguì questa unità.
L'8 giugno 1918, il IV Corpo entrò a Tabriz. Yakup Sevki si scontrò con una forza di circa 4 000 volontari armeni provenienti dalla provincia di Van. Essi miravano a sfondare lungo la linea Şahtahtı-Tabriz e ad unirsi successivamente alle forze del generale Andranik Toros Ozanian. Il 15 giugno, la 12ª Divisione del IV Corpo sconfisse questa unità armena in una battaglia che ebbe luogo a nord di Dilman. La città di Dilman fu catturata il 18 giugno. Il 24 giugno, il generale Ozanian riuscì a sconfiggere le unità che stava fronteggiando ed a porre un assedio alla città di Hoy. La 12ª Divisione arrivò per salvare la città e respingere le forze di Ozanian. Nello stesso momento, la 5ª Divisione del IV Corpo dovette ritirarsi di fronte a una forza di 1'500 armeni. Nel sud della Persia, Urmia cadde nelle mani del IV Corpo il 31 luglio. Entro la fine di luglio, la presenza inglese in Persia andava rafforzandosi e la Nona Armata avanzò per porre un freno a ciò.
Durante il luglio del 1918, l'esercito inglese occupò una grande porzione della Mesopotamia, così come una gran parte dell'Azerbaigian persiano. Furono imbastiti i preparativi per la costruzione di un grande campo per i rifugiati armeni nelle vicinanze di Bakubah, in Iraq. verso la fine di settembre fu deciso di reclutare quattro battaglioni tra i rifugiati armeni di Bakubah, costituiti sulla falsariga di un tipico battaglione di fanteria indiano. Il Secondo Battaglione fu creato con gli Armeni provenienti dalla provincia di Van, il Terzo Battaglione con gli Armeni provenienti dalle altre regioni. L'Alto Comando inglese decise di posizionare il Secondo Battaglione a Sanandaj e di posizionare il Terzo Battaglione a Bijar.
Entro il settembre 1918, gli Ottomani consolidarono il loro controllo sul nord della Persia, tra Tabriz e le coste meridionali del mar Caspio, ma perdettero il controllo del resto della regione in favore degli inglesi, che avrebbero mantenuto tale controllo fino all'armistizio.
Il 30 ottobre 1918, l'Impero ottomano firmò l'Armistizio di Mudros e le operazioni militari cessarono.

## Conseguenze
Dopo aver perso la guerra, l'Impero ottomano si disintegrò rapidamente. La visione politica di Enver Pasha, che sosteneva che "Se i russi fossero stati battuti nelle città chiave della Persia, sarebbero stati obbligati a lasciare la regione", divenne quasi utopistica quando, nel 1920, truppe russe e bakhtiari entrarono in Persia ed obbligarono il Majles a sospendere temporaneamente la sua attività legislativa. L'esito immediato dell'intera campagna fu l'accordo anglo-persiano, che concedeva i diritti di perforazione alla Anglo-Persian Oil Company. Questo documento fu comunicato dal ministro per gli Affari Esteri britannico, George Curzon, al Governo persiano nell'agosto del 1919. Esso garantiva agli inglesi l'accesso ai campi petroliferi iraniani. Nel 1919, il nord della Persia venne occupato dalle truppe del generale Edmund Ironside con lo scopo di rafforzare le condizioni stabilite dall'Armistizio di Mudros e di aiutare il generale Lionel Dunsterville e il colonnello Nikolai Baratov nel contenere l'influenza bolscevica che andava rafforzandosi in quella zona del Paese. Gli inglesi, inoltre, tentarono di rendere l'Iran un loro protettorato e resero anche più stretto il controllo militare sui pozzi petroliferi, il cui valore stava rapidamente crescendo.
Dopo che i russi lasciarono, nel 1917, la Persia per seguire gli eventi della rivoluzione russa, Mar Shimun XIX Benyamin capì quale fosse la situazione per gli Assiri. Nel 1918, tentò di convincere, tramite corrispondenza, Agha Petros di smettere di combattere i Persiani e di riappacificarsi con loro. Gli Assiri, è da notare, scelsero di imbracciare le armi, invece di seguire i consigli del Patriarca.
Dopo la sconfitta, il maggiore Pesyan scelse la via dell'esilio e si trasferì a Berlino, dove conseguì il brevetto da pilota militare nella Luftstreitkräfte e fu insignito della Croce di Ferro per aver abbattuto, durante la prima guerra mondiale, 25 aerei nemici.
Verso la fine del 1920, la RSS Persiana si stava preparando a marciare su Teheran, supportata dall'Armata Rossa. La Gran Bretagna tentò dal 1919 di stabilire un protettorato sulla Persia, obbiettivo che sembrò più vicino quando i russi si ritirarono dal Paese nel 1921. In quell'anno, un colpo di Stato militare pose al potere Reza Pahlavi, un ufficiale persiano della Brigata cosacca persiana. Reza fu poi nominato nel 1925 Shah della dinastia Pahlavi. Egli inoltre diminuì il potere del Majles, trasformandolo effettivamente in un organo fantoccio. Mentre Reza e la sua Brigata cosacca stavano mettendo in sicurezza la capitale, l'inviato persiano stava negoziando a Mosca un trattato per il ritiro delle truppe sovietiche dalla Persia. Il colpo di Stato del 1921 e l'ascesa di Reza Khan furono sostenuti dagli inglesi, probabilmente anche con armamenti e denaro, i quali speravano così di fermare la penetrazione dei Bolscevichi in Iran, in particolare modo per il fatto che una tale penetrazione rappresentava una seria minaccia al possesso delle colonie in Oriente, prima fra tutte l'India.